# Валашске Мезиржичі
Валашське Мезиржичі (чеськ. Valašské Meziříčí, нім. Wallachisch Meseritsch, розмовно Вальмез) — місто у Злінському краї Чеської Республіки. Тут мешкає близько 22000 жителів. Центр міста є історично значущим і з 1992 року охороняється законом як зона міської пам'ятки.
Річки Всетінська Бечва та Рожновська Бечва зливаються у місті, утворюючи річку Бечву.

## Етимологія
Назва походить від «mezi-říčí» (знаходиться між річками); центр знаходиться на клині злиття річок Рожновська Бечва та Всенінська Бечва . Прикметник «Valašské» вказує, що це місто розташоване у Моравській Валахії.

## Історія
Перша згадка про Valašské Meziříčí — від 1297 року. Зі статусом міста вперше згадується в 1377 році.

## Пам'ятки
- Кінський замок
- Моравська гобелінова мануфактура
- Замок Жеротинів
- Пам'ятник жертвам Голокосту у Валашке Мезиржичі

## Відомі люди
- Богуміл Морковськи (1899—1928), гімнаст
- Хаїм Яхіл (1905—1974), ізраїльський дипломат
- Рудольф Перніцький (1915—2005), солдат і десантник
- Вацлав Кашлік (1917—1989), композитор, оперний режисер і диригент
- Іржі Кріжан (1941—2010), сценарист, письменник і політичний діяч
- Франтішек Єж (1970 р. н.), стрибун на лижах
- Рене Больф (1974 р. н.), футболіст
- Мілан Барош (1981 р. н.), футболіст
- Ярослав Левінський (1981 р. н.), тенісист
- Івета Бенешова (1983 р. н.), тенісистка
- Робін Коварж (1984 р. н.), хокеїст
- Йозеф Вавра (1984 р. н.), хокеїст
- Томаш Бердих (1985 р. н.), тенісист
- Маркета Ірглова (1988 р. н.), музикант і актриса
- Петра Смаржова (1990 р. н.), словацька лижниця з обмеженими можливостями
- Мартін Долежал (1990 р. н.), футболіст
- Адела Кнапова (1976 р. н.), письменниця, журналістка

## Міста-побратими
Валашке Мезиржичі є побратимом з:
- Балчик, Болгарія
- Будва (община)
- Чачак, Сербія
- Чадця, Словаччина
- Квіз Мерін, Нідерланди
- Конін, Польща
- Партизанське, Словаччина
- Севлієво, Болгарія
- Велке Мезиржичі, Чехія